# Resolução 3 do Conselho de Segurança das Nações Unidas
Resolução 3 do Conselho de Segurança das Nações Unidas, adotada em 4 de abril de 1946, reconheceu que as tropas soviéticas no Irã não podem ser removidas a tempo de cumprir o prazo final no âmbito do Tratado Tripartite, mas solicitou que à União Soviética em removê-los o mais rápido possível e que nenhum Estado membro de alguma forma não deve retardar este processo. Se quaisquer desenvolvimentos ameaçar a retirada das tropas, o Conselho de Segurança pede para ser informada.
A resolução foi aprovada por 9 votos, com a Austrália presente mas não votou, e a União Soviética estava ausente.